# 大閱讀
大閱讀（英語：The Big Read）是英國BBC於2003年舉辦的書籍票選活動，邀請英國全民票選最喜愛的百本小說，並經過三輪票選，分別選出百大小說、及二百大小說。

## 結果
J·R·R·托爾金的史詩式奇幻文學《魔戒》三部曲在此次活動中赢得了17.4万张選票（總共占全部選票的23％），名列榜首；珍·奧斯汀的《傲慢與偏見》贏得13.5萬張選票，次居第二；菲力普·普曼的《黑暗元素三部曲》贏得6.3萬張選票，位居第三。
部分的名單見下。

## 部分名單
| 1. 魔戒，托爾金著 2. 傲慢與偏見，珍·奧斯汀著 3. 黑暗元素三部曲（黃金羅盤、奧秘匕首、琥珀望遠鏡），菲力普·普曼著 4. 銀河便車指南，道格拉斯·亞當斯著 5. 哈利波特：火盃的考驗，J·K·羅琳著 6. 梅崗城故事，哈波·李著 7. 小熊維尼，艾倫·亞歷山大·米恩著 8. 一九八四，喬治·歐威爾著 9. 獅子·女巫·魔衣櫥，C·S·路易斯著 10. 簡愛，夏綠蒂·勃朗特著 11. 第二十二條軍規 12. 咆哮山莊，艾蜜莉·勃朗特著 13. 鳥鳴（Birdsong） 14. 蝴蝶夢，達夫妮·莫里哀著 15. 麥田捕手，沙林傑著 16. 柳林風聲 17. 孤星血淚，狄更斯著 18. 小婦人，露意莎·梅·奧爾柯特著 19. 戰地情人（Captain Corelli's Mandolin） 20. 戰爭與和平，列夫·尼古拉耶維奇·托爾斯泰著 21. 亂世佳人，瑪格麗特·米切爾著 22. 哈利波特：神秘的魔法石，J·K·羅琳著 23. 哈利波特：消失的密室，J·K·羅琳著 24. 哈利波特：阿茲卡班的逃犯，J·K·羅琳著 25. 哈比人歷險記，托爾金著 26. 德伯家的苔丝，托馬斯·哈代著 27. 一路上有你（A Prayer for Owen Meany） 28. 米德爾馬契 29. 憤怒的葡萄，約翰·史坦貝克著 30. 愛麗絲漫遊奇境，查爾斯·路德維希·道奇森著 31. 崔西的故事（The story of Tracy Beaker） 32. 百年孤寂，加夫列爾·賈西亞·馬奎斯著 33. 聖殿春秋 34. 塊肉餘生記，查爾斯·狄更斯著 35. 查理與巧克力工廠，羅爾德·達爾著 36. 金銀島，羅伯·路易斯·史蒂文生著 37. 艾麗斯城（A Town Like Alice） 38. 勸導，珍·奧斯汀著 39. 沙丘系列小說，法蘭克·赫伯特著 40. 愛瑪，珍·奧斯汀著 41. 清秀佳人，露西·莫德·蒙哥馬利著 42. 瓦特希普高原，理查‧亞當斯著 43. 大亨小傳，法蘭西斯·史考特·基·費茲傑羅著 44. 基督山恩仇記，大仲馬著 45. 夢斷白莊，伊弗林·沃著 46. 動物農莊，喬治·歐威爾著 47. 小氣財神，查爾斯·狄更斯著 48. 远离尘嚣，托馬斯·哈代著 49. 烽火真情（Goodnight Mister Tom） 50. 覓殼者（The Shell Seekers） 51. 祕密花園 52. 人鼠之間 53. 玉米田的孩子（The Stand） 54. 安娜·卡列尼娜，列夫·尼古拉耶維奇·托爾斯泰著 55. A Suitable Boy 56. 吹夢巨人 57. Swallows and Amazons 58. 黑神駒 59. 阿特米斯奇幻歷險 60. 罪與罰，杜斯妥也夫斯基著 61. Noughts & Crosses 62. 一個藝妓的回憶，亞瑟·高登（Arthur Golden）著 63. 雙城記，狄更斯著 64. 刺鳥 65. Mort 66. The Magic Faraway Tree 67. 魔法師（The Magus），約翰·福爾斯著 68. 好預兆（Good Omens），泰瑞·普萊契（Terry Pratchett）著 69. Guards! Guards! 70. 蒼蠅王，威廉·戈爾丁著 71. 香水 (小說)，派屈克·聚斯金德著 72. The Ragged-Trousered Philanthropists 73. Night Watch 74. 瑪蒂達 (小說) 75. 布里吉特·琼斯的日记，海倫·菲爾丁著 76. The Secret History 77. 白衣女郎 78. 尤利西斯，詹姆斯·喬伊斯著 79. 荒涼山莊，狄更斯著 80. 雙胞胎行動 81. 壞心的夫妻消失了 82. 我的祕密城堡（I Capture the Castle） 83. 洞 84. Gormenghast 85. 微物之神 86. Vicky Angel 87. 美麗新世界，奧爾德斯·赫胥黎著 88. Cold Comfort Farm 89. 魔法師的學徒 90. 旅途上，傑克·凱魯亞克著 91. 教父 92. 愛拉與穴熊族（Clan of the Cave Bear） 93. 魔法世界：藏寶箱的秘密（The Colour of Magic） 94. 牧羊少年奇幻之旅，保羅·科而賀著 95. Katherine 96. 凱恩與阿貝爾，傑弗里·阿徹著 97. 愛在瘟疫蔓延時 98. Girls in Love 99. 麻雀變公主 100. 午夜之子，薩爾曼·魯西迪著 101. 三人同舟（Three Men in a Boat），杰罗姆·克拉普卡·杰罗姆著 102. Small Gods 103. 海灘 104. 德拉库拉 105. Point Blanc，安東尼·霍洛維茨著 1. 2. 3. - BBC Big Read website （页面存档备份，存于）（英文） |